# Dance with Me (Debelah Morgan-album)
A Dance with Me Debelah Morgan amerikai énekesnő harmadik albuma. Az Atlantic Records kiadónál jelent meg 2000. augusztus 15-én. Világszerte ebből az albumából kelt el a legtöbb; a brit Heatseekers slágerlistán a 35. helyig jutott. Debelah és testvére, Giloh minden dal társszerzője volt.
A címadó dal, a Dance with Me az énekesnő legsikeresebb dala, világszerte sokat játszották, az amerikai Billboard Singles slágerlistán pedig a 8. helyre került. Részletet használ fel a Hernando’s Hideaway című tangóból, ami a The Pajama Game című Broadway-musical egyik dala. Az album másik kislemeze, az I Remember nem került fel a slágerlistákra.
A Think of You Johann Sebastian Bach G-menüettjéből használ fel egy részletet.

## Számlista
| #                  | Cím                     | Szerző                                                  | Hossz |
| ------------------ | ----------------------- | ------------------------------------------------------- | ----- |
| 1.                 | Dance with Me           | Richard Adler, Jerry Ross, Debelah Morgan, Giloh Morgan | 3:42  |
| 2.                 | I Remember              | D. Morgan, G. Morgan                                    | 3:58  |
| 3.                 | Close to You            | D. Morgan, G. Morgan                                    | 4:51  |
| 4.                 | Let’s Get It On         | D. Morgan, G. Morgan                                    | 3:37  |
| 5.                 | I Can’t Stop Loving You | D. Morgan, G. Morgan                                    | 3:55  |
| 6.                 | Take the Rain Away      | D. Morgan, G. Morgan                                    | 3:28  |
| 7.                 | What Would You Do       | D. Morgan, G. Morgan                                    | 4:17  |
| 8.                 | Think of You (intro)    | D. Morgan, G. Morgan                                    | 0:36  |
| 9.                 | Think of You            | D. Morgan, G. Morgan                                    | 3:31  |
| 10.                | Baby I Need Your Love   | D. Morgan, G. Morgan, Herschel Boone                    | 3:56  |
| 11.                | Bring Back the Sun      | G. Morgan, D. Morgan                                    | 3:59  |
| 12.                | Come and Danz           | D. Morgan, G. Morgan                                    | 3:39  |
| 13.                | Alright                 | G. Morgan, D. Morgan                                    | 4:26  |
| 14.                | Fall in Love Again      | D. Morgan, G. Morgan                                    | 5:11  |
| Ausztrál bónuszdal |                         |                                                         |       |
| 15.                | Don’t Get Me Started    |                                                         | 3:48  |

## I Remember
Az I Remember Debelah Morgan amerikai énekesnő második kislemeze harmadik, Dance with Me című albumáról. 2001-ben jelent meg. Az előző kislemez, a Dance with Me sikerét nem sikerült megismételnie, még annak ellenére sem, hogy a remixeit Rodney Jerkins készítette.

### Változatok
CD maxi kislemez
1. I Remember (Darkchild Remix 01) – 3:53
2. I Remember (Darkchild Remix 02) – 3:42
3. I Remember (Radio Edit) – 3:57
4. I Remember (Darkchild Remix 01 Extended) – 4:11

CD és 12" maxi kislemez (Németország)
1. I Remember (Remix Edit) – 3:41
2. I Remember (Album Version) – 3:54
3. I Remember (DarkChild Remix 01) – 3:43
4. I Remember (DarkChild Remix 02) – 3:58

CD maxi kislemez (Ausztrália) + poszter
1. I Remember (DarkChild Remix 01) – 3:56
2. I Remember (DarkChild Remix 02) – 3:43
3. I Remember (Album Version) – 4:01
4. I Remember (DarkChild Remix 01 Extended) – 4:13
5. Dance with Me (JP Sound Factory Mix) – 10:43

12" maxi kislemez (Németország)
1. I Remember (DarkChild Remix 01) – 3:56
2. I Remember (DarkChild Remix 02) – 3:43
3. I Remember (Album Version) – 4:01
4. I Remember (DarkChild Remix 01 edit) – 4:13